# Cholesbury

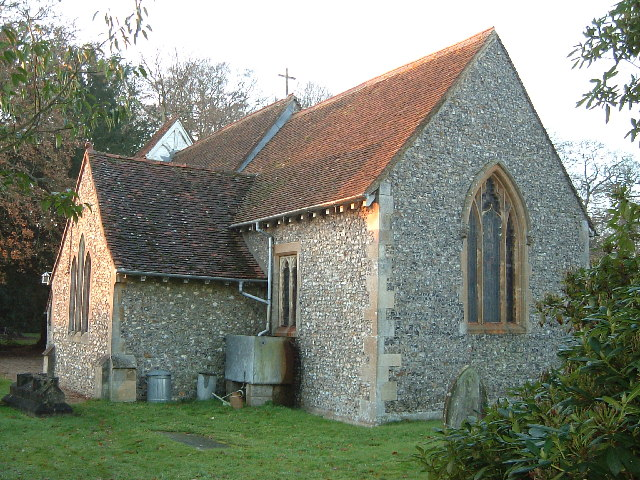
St. Laurence's Church, Cholesbury

Cholesbury (registrado como Chelwardisbyry no século XIII) é uma vila em Buckinghamshire, na Inglaterra, que faz fronteira com Hertfordshire.